# Anneau olympique de Montjuïc
L'Anneau Olympique de Montjuïc (en catalan : Anella Olímpica de Montjuïc) est un lieu de mémoire et un espace public majeur de la ville de Barcelone, situé sur la montagne de Montjuïc.
Il est rendu célèbre au niveau international par les Jeux olympiques d'été de 1992. Il occupe une surface approximative de 400 hectares.

## Histoire et mémoire

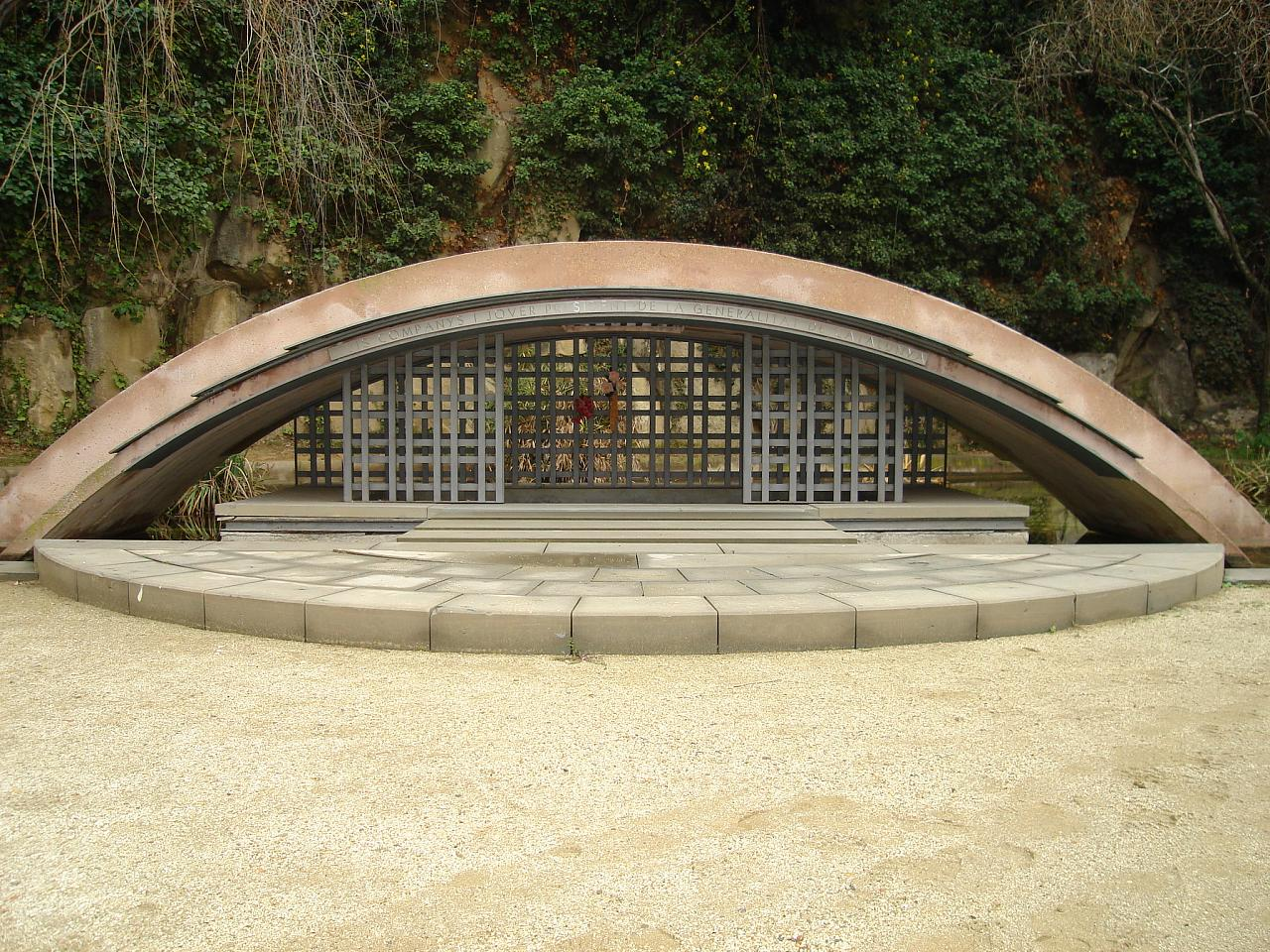
Mausolée de Lluís Companys, œuvre de Beth Galí.

Le site est le lieu des Olympiades populaires de 1936, animées face aux Jeux olympiques de Berlin organisées par Hitler.
Pendant la guerre d'Espagne et la dictature franquiste, le site est le lieu d'exécution des républicains espagnols, notamment au château de Montjuïc et au Fossar de la Pedrera, qui accueille depuis la transition démocratique le mausolée en mémoire du président catalan Lluís Companys, livré par la Gestapo et fusillé à Montjuïc lors de la Seconde Guerre mondiale.

## Histoire

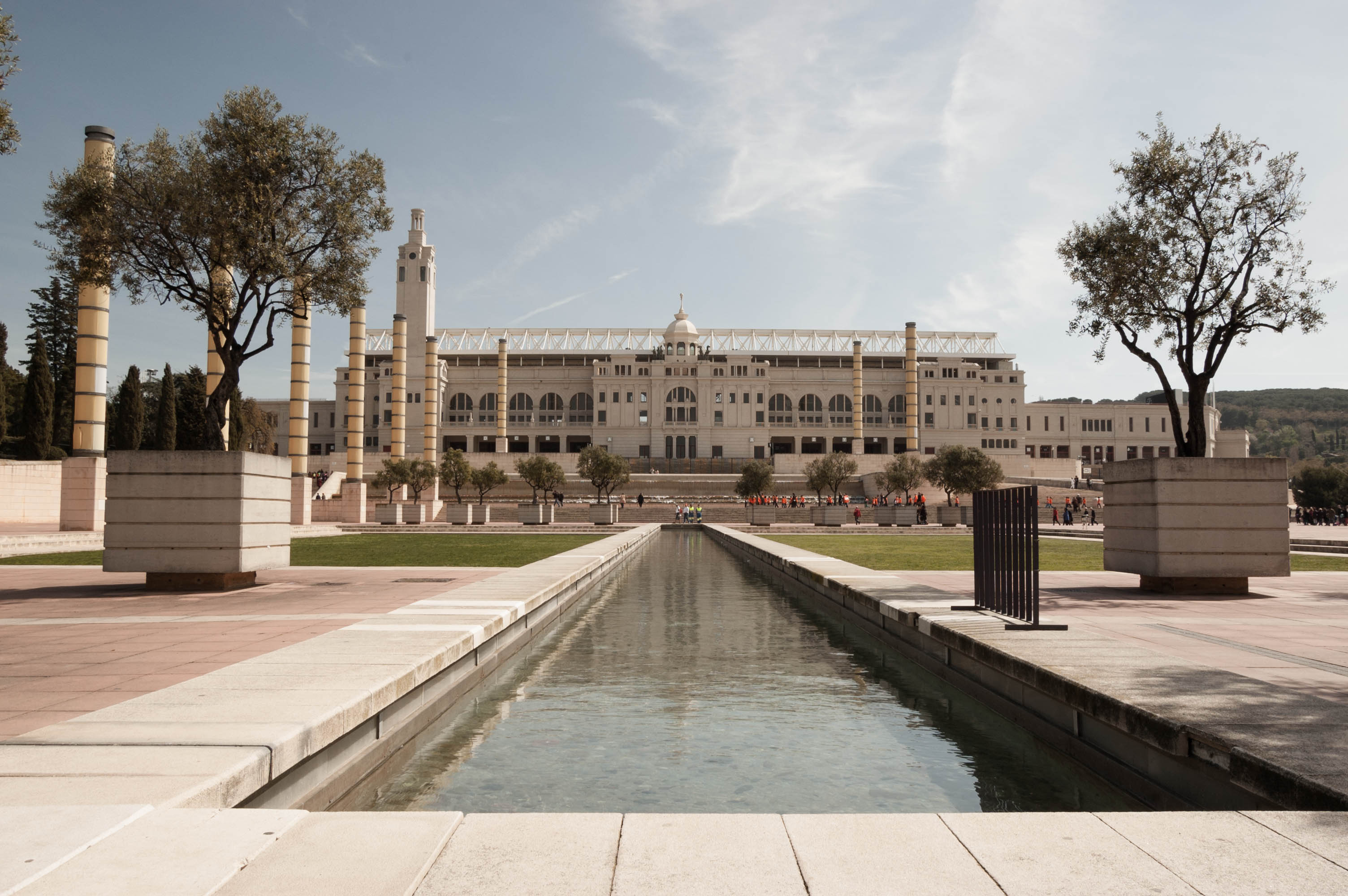
Le Stade olympique Lluís-Companys, la plus ancienne installation de l'Anneau olympique.

Le premier projet de valorisation du site provient de l'architecte Josep Puig i Cadafalch pour l'Exposition internationale de 1929, puis par les Olympiades populaires.de 1936 de Barcelone, organisées contre les Jeux olympiques d'été de 1936 d'Hitler à Berlin.
Le projet est repris lors de la candidature de Barcelone aux Jeux Olympiques de 1992.

## Monuments principaux
- Le stade olympique Lluís-Companys ;
- Le Palau Sant Jordi ;
- Le Théâtre Grec ;
- La Piscine municipale de Montjuïc et les piscines Bernat Picornell;
- La Tour de télécommunications de Santiago Calatrava[6] ;
- Le Fossar de la Pedrera et la Cloche de la Paix, œuvres de l'architecte Beth Galí[7].